# NGC 4644
NGC 4644 је спирална галаксија у сазвежђу Велики медвед која се налази на NGC листи објеката дубоког неба.
Деклинација објекта је + 55° 8' 43" а ректасцензија 12h 42m 42,6s. Привидна величина (магнитуда) објекта NGC 4644 износи 13,8 а фотографска магнитуда 14,6. NGC 4644 је још познат и под ознакама NGC 4644A, UGC 7887, MCG 9-21-30, CGCG 270-14, KCPG 352A, PGC 42708.